# Listă de forme de relief pe Mimas
Aceasta este o listă de forme de relief numite pe Mimas, un satelit care orbitează în jurul planetei Saturn. Formele de relief mimantene sunt numite după oameni și locuri din legenda Arthuriană sau legendele Titanilor. Singura excepție de la aceasta este craterul Herschel, numit după William Herschel, astronomul care l-a descoperit pe Mimas în 1789. Acest nume a fost ales înainte ca Uniunea Astronomică Internațională să stabilească un ghid pentru denumirea formelor de relief de pe Mimas.

## Chasme
Chasmata⁠(d) de pe Mimas poartă numele unor locații din legenda Arthuriană și din legendele Titanilor.
| Chasma         | Numită după | Engleză pronunție |
| -------------- | ----------- | ----------------- |
| Avalon Chasma  | Avalon      |                   |
| Camelot Chasma | Camelot     |                   |
| Oeta Chasma    | Oeta        |                   |
| Ossa Chasma    | Ossa        |                   |
| Pangea Chasma  | Pangea      |                   |
| Pelion Chasma  | Pelion      |                   |

## Cratere
Cu excepția lui Herschel, craterele de pe Mimas sunt numite după personaje din legenda Arthuriană.
| Crater    | Numit după       | Engleză pronunție  |
| --------- | ---------------- | ------------------ |
| Accolon   | Accolon          | /ˈækəlɒn/          |
| Arthur    | Regele Arthur    | /ˈɑrθər/           |
| Balin     | Sir Balin        |                    |
| Ban       | King Ban         | /ˈbæn/             |
| Bedivere  | Bedivere         |                    |
| Bors      | Bors             |                    |
| Dagonet   | Dagonet          | /ˈdæɡənɛt/         |
| Dynas     | Dinas Emrys      |                    |
| Elaine    | Elaine           |                    |
| Gaheris   | Gaheris          |                    |
| Galahad   | Galahad          | /ˈɡæləhæd/         |
| Gareth    | Gareth           | /ˈɡærəθ/           |
| Gawain    | Gawain           | /ɡəˈweɪn, ˈɡaʊən/  |
| Gwynevere | Guinevere        |                    |
| Herschel  | William Herschel |                    |
| Igraine   | Igraine          | /ɪˈɡreɪn/          |
| Iseult    | Iseult           | /ɪˈsuːlt, ɪˈzuːlt/ |
| Kay       | Sir Kay          | /ˈkeɪ/             |
| Lamerok   | Lamerok          | /ˈlæmərək/         |
| Launcelot | Launcelot        |                    |
| Lot       | Lot              | /ˈlɒt/             |
| Lucas     | Sir Lucan        | /ˈluːkəs/          |
| Marhaus   | Morholt          | /ˈmɑrhaʊs/         |
| Mark      | Mark of Cornwall | /ˈmɑrk/            |
| Melyodas  | Meliodas         | /mɛliˈoʊdəs/       |
| Merlin    | Merlin           |                    |
| Modred    | Mordred          | /ˈmoʊdrɛd/         |
| Morgan    | Morgan le Fay    |                    |
| Nero      | Nero             | /ˈnɪəroʊ/          |
| Palomides | Palomides        | /pæləˈmaɪdiːz/     |
| Pellinore | Pellinore        |                    |
| Percivale | Percivale        |                    |
| Royns     | Rience           | /ˈrɔɪns/           |
| Tristram  | Tristram         | /ˈtrɪstrəm/        |
| Uther     | Uther Pendragon  | /ˈuːθər, ˈjuːθər/  |

## Lanțuri de cratere
Singura catena numită de pe Mimas poartă numele unei locații din legenda Arthuriană.
| Catena          | Numită după | Engleză pronunție | Notă                  |
| --------------- | ----------- | ----------------- | --------------------- |
| Tintagil Catena | Tintagel    | /tɪnˈtædʒəl/      | fosta Tintagil Chasma |